# Calephelis tapuyo
Calephelis tapuyo is een vlindersoort uit de familie van de prachtvlinders (Riodinidae), onderfamilie Riodininae.
Calephelis tapuyo werd in 1971 beschreven door McAlpine.